# Dzietrzkowice
Dzietrzkowice est un village de Pologne. Il est situé dans la voïvodie de Łódź.